# Musculus orbicularis oris
Der Musculus orbicularis oris („Ringmuskel des Mundes“, „Mundringmuskel“) ist ein ringförmiger Schließmuskel um die Mundöffnung und bildet die fleischige Grundlage der Lippen. Die tonische Kontraktion des Musculus orbicularis oris sorgt für das Schließen der Mundspalte. Wenn sich nur die äußeren Anteile kontrahieren werden die Lippen wie zum Küssen gespitzt (im Englischen wird er deshalb auch als kissing muscle bezeichnet).
Der Muskel wird vom siebten Hirnnerv, dem Nervus facialis (VII) innerviert. Eine einseitige Fazialislähmung führt zu einem Herabhängen des Mundwinkels und damit zum Ausfließen von Speichel. Die Funktionsfähigkeit des Nervs kann mit dem Orbicularis-oris-Reflex geprüft werden. Die Blutversorgung erfolgt über die Arteria labialis inferior und Arteria labialis superior, die beide aus der Gesichtsarterie entspringen.